# Sociedade Esportiva Irmãos Romano
Sociedade Esportiva Irmãos Romano foi um clube brasileiro de futebol da cidade de São Bernardo do Campo, no estado de São Paulo. 
Fundado em 1º de fevereiro de 1958, suas cores eram azul e branco. 

## História
A agremiação Sociedade Esportiva Irmãos Romano foi fundada pela transportadora que lhe emprestava o nome. Logo no seu primeiro ano, a equipe é campeã e sobe para a segundona, onde ficou por sete temporadas. Foi campeã da Terceira Divisão (atual A3) do Campeonato Paulista de Futebol de 1959. Após sua última participação, em 1966, na Segunda Divisão (atual A2) desativou o departamento de futebol profissional e atualmente se encontra extinta.
Em 1961, vendeu seu estádio para o Volkswagen Clube, que o batizou com o mesmo nome.

## Participações em estaduais
- Segunda Divisão (atual A2), sete: 1960, 1961, 1962, 1963, 1964, 1965 e 1966;
- Terceira Divisão (atual A3), uma: 1959.

## Títulos

### Estaduais
- Campeonato Paulista - Terceira Divisão:: 1959.